# Associazione Calcio Milan 2015-2016

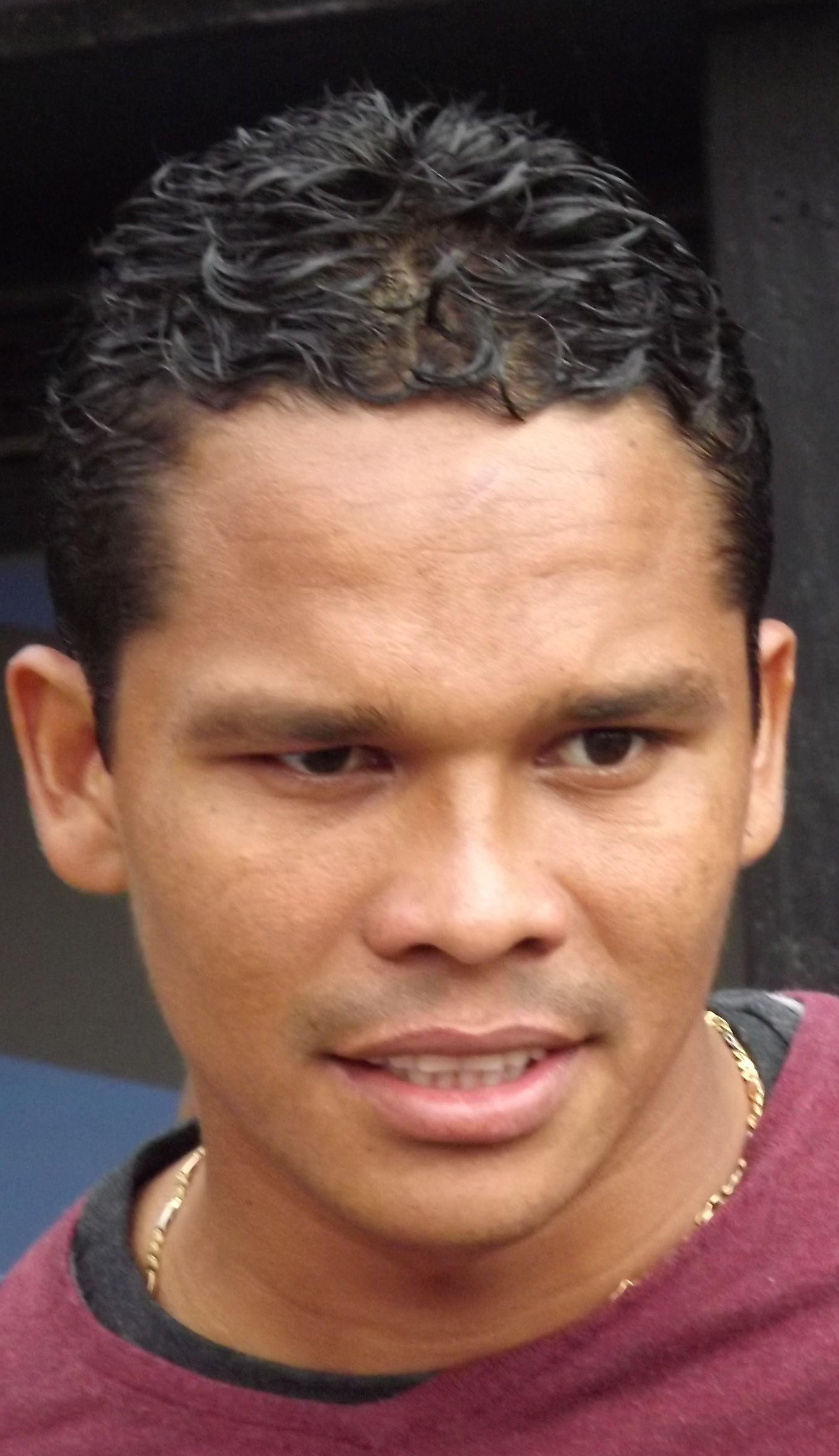
Carlos Bacca, miglior marcatore dell'annata.

Questa voce raccoglie le informazioni riguardanti l'Associazione Calcio Milan nelle competizioni ufficiali della stagione 2015-2016.

## Stagione

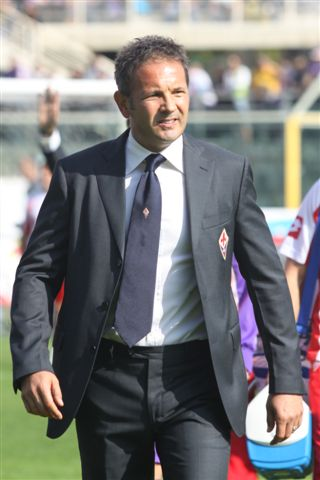
Siniša Mihajlović, allenatore del Milan fino alla 32ª giornata di campionato quando viene sostituito da Cristian Brocchi

Il tecnico scelto per la stagione 2015-16 è Siniša Mihajlović, che subentra all'esonerato Filippo Inzaghi. Nella sessione estiva la dirigenza mette a segno numerosi colpi di mercato: viene rinforzato l'attacco con gli innesti di Luiz Adriano, Carlos Bacca, e Mario Balotelli (di ritorno in prestito dal Liverpool), il centrocampo con Juraj Kucka, Andrea Bertolacci e José Mauri e la difesa assicurandosi le prestazioni di Alessio Romagnoli e Rodrigo Ely. Tornano inoltre dal prestito Niang e Nocerino. La rosa viene sfoltita non rinnovando il contratto a Bonera, Essien, Muntari, Pazzini cedendo Rami, Zaccardo, El Shaarawy e concludendo i prestiti di Bocchetti, van Ginkel e Destro.
Nonostante gli sforzi nel mercato estivo (sono 86 milioni gli euro spesi per rinforzare la squadra), la stagione prosegue sulla falsariga di quella precedente. I rossoneri, esclusi per il secondo anno di fila dalle coppe europee, iniziano il campionato con varie sconfitte: cadono infatti a Firenze, nel derby, con il Napoli (per 4-0) e con la Juventus (1-0). Questi risultati negativi si alternano ad altri positivi. Il 25 ottobre, nella gara vinta 2-1 contro il Sassuolo, esordisce il portiere Gianluigi Donnarumma: risulterà il più giovane numero 1 ad aver debuttato da titolare in Serie A, con i suoi 16 anni. Da questo momento, il ragazzo classe '99 diventa titolare scavalcando nelle gerarchie Diego López e Abbiati.
Chiuso il girone di andata all'8º posto dietro anche a Empoli e Sassuolo, in avvio del girone di ritorno il Milan consegue 9 risultati utili di fila in altrettante gare, tra cui la vittoria per 3-0 nel derby contro l'Inter: la striscia viene fermata dai neroverdi emiliani, vittoriosi per 2-0 al Mapei Stadium. La sessione invernale di mercato vede come unico movimento in entrata il ritorno dello svincolato Kevin-Prince Boateng, mentre in uscita si segnalano le cessioni in prestito di Cerci e Suso e la rescissione del contratto di de Jong.

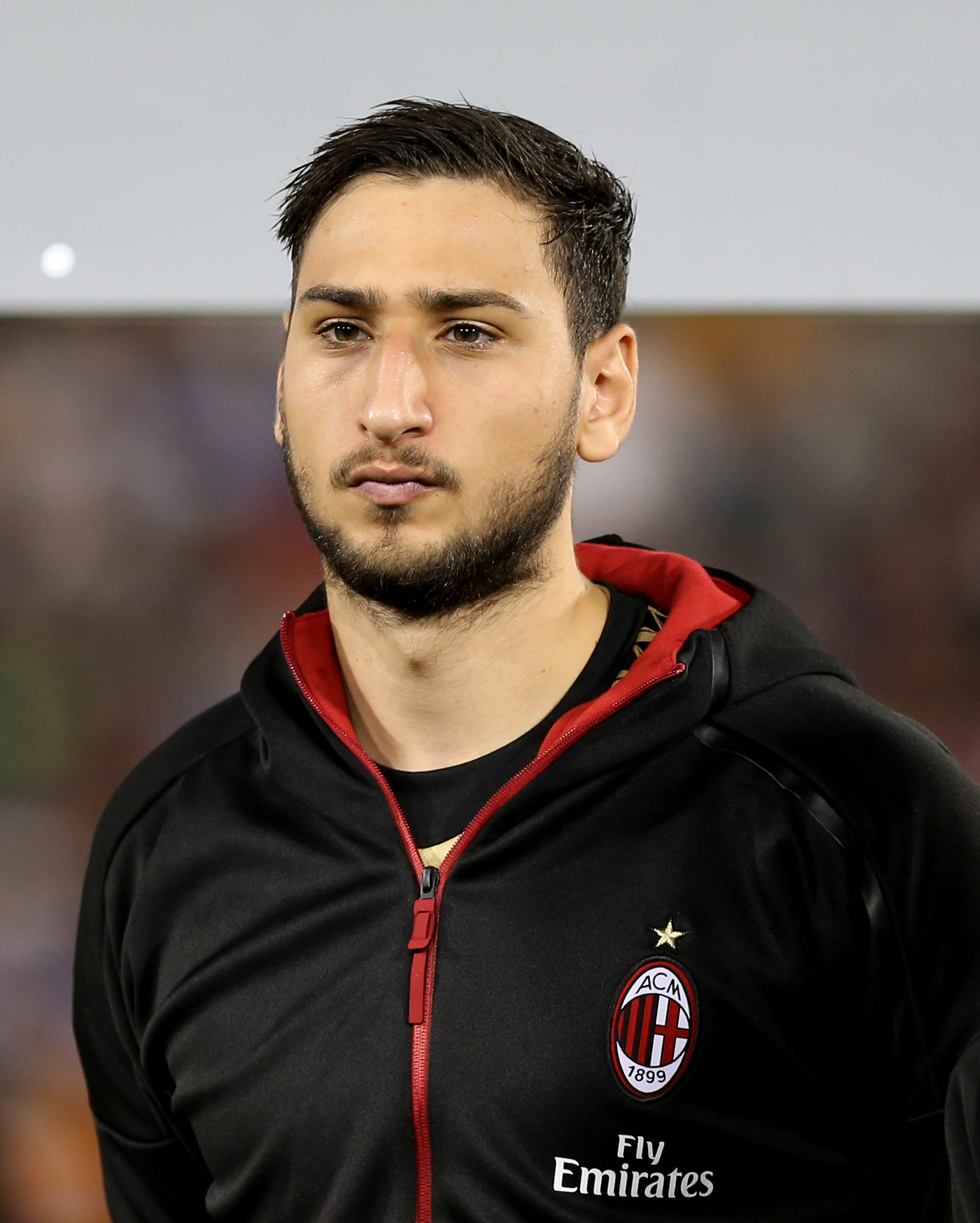
Gianluigi Donnarumma, lanciato titolare da Mihajlović a 16 anni

Il 12 aprile, a tre giorni dalla sconfitta interna contro la Juventus (1-2) e con la squadra ormai relegata ai margini della lotta per l'Europa, la società decide per l'esonero del tecnico serbo sostituendolo con Cristian Brocchi (ex allenatore della Primavera). Il serbo è il quinto allenatore sollevato dall'incarico dal club di via Aldo Rossi negli ultimi sei anni (dopo Leonardo, Allegri, Seedorf e Inzaghi). Tuttavia la situazione non migliora e dopo 8 punti nelle ultime 6 partite i rossoneri chiudono il torneo al 7º posto con 57 punti (5 in più rispetto al precedente campionato, stessa quota di due anni prima, per il terzo campionato consecutivo sotto i sessanta punti), anche quest'anno in una posizione di classifica non utile ad assicurare la qualificazione alle coppe europee della stagione successiva, con un bilancio di 15 vittorie, 12 pareggi e 11 sconfitte, 49 gol fatti e 43 subiti. L'attaccante colombiano Carlos Bacca è il protagonista assoluto della stagione con il maggior numero di presenze (38) e di gol totali (20). Il 14 maggio 2016, al termine dell'ultima gara casalinga contro la Roma, Christian Abbiati, al Milan dal 1998 (seppur con le parentesi, tra il 2005 e il 2008, a Juventus, Torino e Atlético Madrid), prossimo al ritiro, saluta per l'ultima volta il pubblico del Meazza.
Migliore il percorso nella coppa nazionale, dove la squadra accede alla finale: il traguardo non veniva raggiunto dal 2002-03, quando il trofeo venne vinto per l'ultima volta. Vengono eliminate nell'ordine Perugia, Crotone (ai supplementari), Sampdoria, Carpi e Alessandria: l'avversario conclusivo è la Juventus, che il 21 maggio allo Stadio Olimpico di Roma si impone per 1-0 ai supplementari con gol di Morata. Con questo risultato, inoltre, il Milan raggiunge il primato negativo di sconfitte in finale (compreso il girone finale 1967-1968 e lo spareggio-finale del 1970-1971) della Coppa nazionale, a quota otto, condiviso con Torino e Roma. Tuttavia il successo dei bianconeri in campionato permette al Milan di partecipare alla Supercoppa italiana, da disputarsi nella stagione 2016-17.

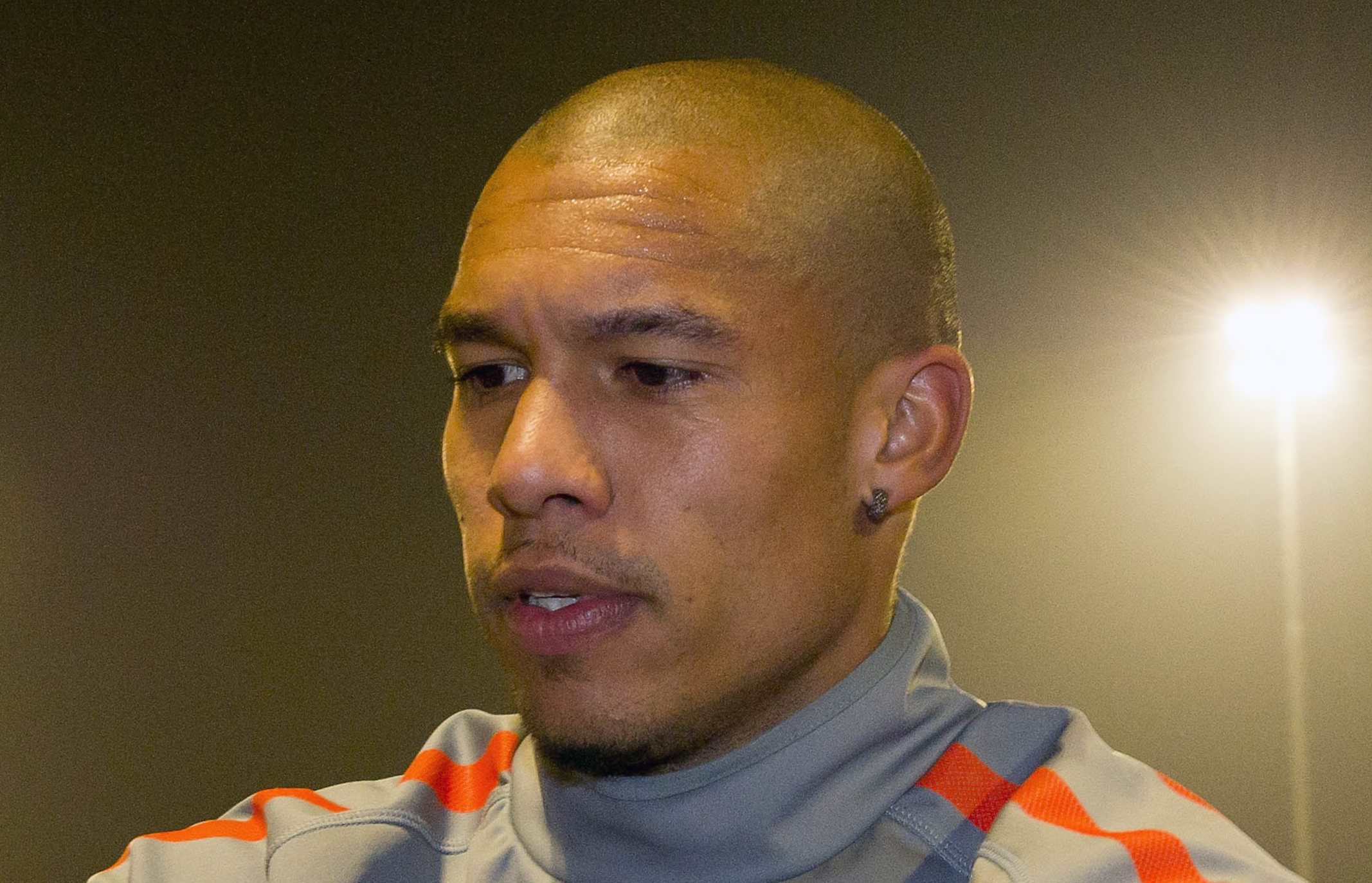
Nigel de Jong, al Milan dal 2012 al 2016

La sconfitta in finale di Coppa Italia lascia i rossoneri fuori dalle coppe europee per il terzo anno consecutivo per la prima volta durante la presidenza Berlusconi (una situazione di questo tipo il Milan non la viveva dalla prima metà degli anni ottanta). La stagione 2015-2016 è anche la quarta consecutiva in cui il club non solleva alcun trofeo, record negativo da quando l'imprenditore milanese ne ha assunto la presidenza. Il Milan infatti non solleva un trofeo dalla stagione 2011-2012 (Supercoppa Italiana vinta contro l'Inter a Pechino). Nel corso della gestione Berlusconi il club era infatti rimasto al massimo tre stagioni consecutive senza vincere titoli, dal 1999-2000 al 2001-2002.

## Divise e sponsor
Lo sponsor tecnico per la stagione 2015-2016 è Adidas, mentre lo sponsor ufficiale è Fly Emirates.
La prima divisa è composta da una maglia a strisce verticali della stessa dimensione, rosse e nere, con tre bande grigie all'altezza delle spalle, lo stemma di Milano, croce rossa su sfondo bianco, e il logo adidas sul petto. I pantaloncini sono bianchi con tre bande verticali grigie, i calzettoni neri, con tre strisce grigie soprastanti. La seconda divisa è bianca, con tre strisce orizzontali rosse all'altezza del petto: sul petto, a destra il logo adidas, a sinistra lo stemma del Milan, sormontato dalla stella dorata. Il bordo inferiore e il bordo manica sono rosso scuro. I pantaloncini sono gli stessi della prima divisa, i calzettoni sono bianchi, con tre strisce grigie soprastanti e una striscia centrale rossa più alta, sopra la quale c'è la scritta MILAN. La maglia della terza divisa è color verde profondo, con tre bande gialle all'altezza delle spalle, e altre due strisce gialle a bordo manica, la prima retinata, la seconda piena; sul petto, a destra il logo adidas, a sinistra lo stemma del Milan, sormontato dalla stella dorata. Nella parte superiore i pantaloncini riprendono il colore della maglia, nella parte inferiore presentano numerose strisce orizzontali di varie tonalità di verde, una striscia rossa e all'estremità sono dello stesso giallo delle bande delle maniche. I calzettoni sono gialli con tre strisce superiori verdi e riportano la scritta MILAN.
Una bandierina tricolore, posta sia sulla maglia che sui pantaloncini, richiama, in tutte e tre le divise, i colori di Expo 2015, in onore alla manifestazione svoltasi a Milano durante l'anno.
Eccezionalmente, in occasione dell'incontro della 38ª e ultima giornata del campionato di Serie A, giocato al Meazza contro la Roma e nella finale di Coppa Italia contro la Juventus , il Milan scende in campo con la divisa casalinga della stagione 2016-2017; lo stesso avviene per l'uniforme riservata ai portieri.
| Casa | Casa (38ª Serie A e finale di Coppa Italia) | Trasferta | Terza divisa | 1ª div. portiere | 1ª div. portiere (38ª Serie A e finale di Coppa Italia) | 2ª div. portiere | 3ª div. portiere |

## Organigramma societario

### Cariche sociali
Dal sito internet ufficiale della società.
- Presidente onorario: Silvio Berlusconi

Consiglio di amministrazione
- Presidente: carica vacante[1]
- Vice presidente vicario e amministratore delegato per l'attività tecnico-sportiva: Adriano Galliani
- Vice presidente e amministratore delegato per le funzioni/direzioni aziendali non relative all'attività tecnico-sportiva: Barbara Berlusconi
- Vice presidente: Paolo Berlusconi
- Consiglieri: Pasquale Cannatelli, Leandro Cantamessa, Alfonso Cefaliello, Giancarlo Foscale, Antonio Marchesi
- Consigliere incaricato al controllo: Leonardo Brivio
- Segretario del C.d.A.: Rolando Vitrò

Collegio sindacale
- Presidente: Francesco Vittadini
- Sindaci effettivi: Achille Frattini, Francesco Antonio Giampaolo
- Sindaci supplenti: Claudio Diamante, Giancarlo Povoleri

Organismo di vigilanza e controllo
- Presidenti: Giovanni Puerari, Katia Aondio, Giacomo Cardani

Società di revisione
- Reconta Ernst&Young;

### Organigramma
Dal sito internet ufficiale della società.
Area direzione sportiva
- Direttore sportivo: Rocco Maiorino
- Direttore organizzazione sportiva: Umberto Gandini
- Team manager: Vittorio Mentana
- Responsabile Milan Lab – area sportiva: Daniele Tognaccini
- Responsabile comunicazione sportiva: Giuseppe Sapienza
- Responsabile tecnico attività di base e scouting: Mauro Bianchessi

Area direzione generale
- Direttore comunicazione istituzionale: Massimo Zennaro
- Direttore compliance & security e affari legali: Filippo Ferri
- Direttore commerciale: Jaap Kalma
- Direttore generale operations & progetti speciali: Elisabetta Ubertini
- Direttore development & operatività stadio: Alfonso Cefaliello

### Staff tecnico
Dal sito internet ufficiale della società.
- Allenatore: Siniša Mihajlovic (fino al 12/04/2016), Cristian Brocchi
- Vice allenatore: Nenad Sakić (fino al 12/04/2016), Alessandro Lazzarini
- Allenatore dei portieri: Alfredo Magni
- Collaboratori tecnici: Renato Baldi, Emilio De Leo, Davide Lamberti (area video)[20]
- Preparatori atletici: Antonio Bovenzi (responsabile), Vincenzo Manzi
- Responsabile sanitario: Rodolfo Tavana
- Medico sociale: Stefano Mazzoni[21]

## Rosa
Dal sito internet ufficiale della società.
| N. |                     | Ruolo | Calciatore                    |
| -- | ------------------- | ----- | ----------------------------- |
| 1  | Spagna (bandiera)   | P     | Diego López                   |
| 2  | Italia (bandiera)   | D     | Mattia De Sciglio             |
| 4  | Italia (bandiera)   | C     | José Mauri                    |
| 5  | Francia (bandiera)  | D     | Philippe Mexès                |
| 7  | Francia (bandiera)  | A     | Jérémy Ménez                  |
| 8  | Spagna (bandiera)   | C     | Suso                          |
| 9  | Brasile (bandiera)  | A     | Luiz Adriano                  |
| 10 | Giappone (bandiera) | A     | Keisuke Honda                 |
| 11 | Italia (bandiera)   | A     | Alessio Cerci                 |
| 13 | Italia (bandiera)   | D     | Alessio Romagnoli             |
| 15 | Brasile (bandiera)  | D     | Rodrigo Ely                   |
| 16 | Italia (bandiera)   | C     | Andrea Poli                   |
| 17 | Colombia (bandiera) | D     | Cristián Zapata               |
| 18 | Italia (bandiera)   | C     | Riccardo Montolivo (capitano) |
| 19 | Francia (bandiera)  | A     | M'Baye Niang                  |
| 20 | Italia (bandiera)   | D     | Ignazio Abate                 |
| 21 | Italia (bandiera)   | A     | Alessandro Matri              |
| 23 | Italia (bandiera)   | C     | Antonio Nocerino              |

| N. |                        | Ruolo | Calciatore                        |
| -- | ---------------------- | ----- | --------------------------------- |
| 25 | Rep. Ceca (bandiera)   | D     | Stefan Simič                      |
| 27 | Slovacchia (bandiera)  | C     | Juraj Kucka                       |
| 28 | Italia (bandiera)      | C     | Giacomo Bonaventura               |
| 29 | Italia (bandiera)      | D     | Gabriel Paletta                   |
| 31 | Italia (bandiera)      | D     | Luca Antonelli                    |
| 32 | Italia (bandiera)      | P     | Christian Abbiati (vice capitano) |
| 33 | Brasile (bandiera)     | D     | Alex                              |
| 34 | Paesi Bassi (bandiera) | C     | Nigel de Jong                     |
| 45 | Italia (bandiera)      | A     | Mario Balotelli                   |
| 70 | Colombia (bandiera)    | A     | Carlos Bacca                      |
| 72 | Ghana (bandiera)       | C     | Kevin-Prince Boateng              |
| 73 | Italia (bandiera)      | C     | Manuel Locatelli                  |
| 81 | Italia (bandiera)      | D     | Cristian Zaccardo                 |
| 91 | Italia (bandiera)      | C     | Andrea Bertolacci                 |
| 96 | Italia (bandiera)      | D     | Davide Calabria                   |
| 97 | Italia (bandiera)      | P     | Alessandro Livieri                |
| 99 | Italia (bandiera)      | P     | Gianluigi Donnarumma              |
| -  | Nigeria (bandiera)     | A     | Nnamdi Oduamadi                   |

## Calciomercato

### Sessione estiva(dal 1/7 al 31/8)
| Acquisti         | Acquisti          | Acquisti             | Acquisti                                    |
| R.               | Nome              | da                   | Modalità                                    |
| ---------------- | ----------------- | -------------------- | ------------------------------------------- |
| D                | Rodrigo Ely       |                      | svincolato                                  |
| D                | Alessio Romagnoli | Roma                 | definitivo (25 milioni €)                   |
| D                | Stefan Simič      | Varese               | fine prestito                               |
| C                | Andrea Bertolacci | Roma                 | definitivo (20 milioni €)                   |
| C                | Juraj Kucka       | Genoa                | definitivo (3 milioni €)                    |
| C                | José Mauri        |                      | svincolato                                  |
| C                | Antonio Nocerino  | Parma                | fine prestito                               |
| A                | Luiz Adriano      | Šachtar              | definitivo (8 milioni €)                    |
| A                | Carlos Bacca      | Siviglia             | definitivo (30 milioni €)                   |
| A                | Mario Balotelli   | Liverpool            | prestito (0 €)                              |
| A                | M'Baye Niang      | Genoa                | fine prestito                               |
| Altre operazioni |                   |                      |                                             |
| R.               | Nome              | da                   | Modalità                                    |
| P                | Gabriel           | Carpi                | fine prestito                               |
| P                | Davide Narduzzo   | Teramo               | fine prestito                               |
| P                | Edoardo Pazzagli  | Lucchese             | fine prestito                               |
| D                | Luca Antonelli    | Genoa                | riscatto cartellino (4,5 milioni €)         |
| D                | Marcus Diniz      | Lecce                | fine prestito                               |
| D                | Johad Ferretti    | Matera               | fine prestito                               |
| D                | Krisztián Tamás   | Slavia Praga         | fine prestito                               |
| D                | Jherson Vergara   | Avellino             | fine prestito                               |
| D                | Dídac Vilà        | Eibar                | fine prestito                               |
| C                | Žan Benedičič     | Leeds Utd            | fine prestito                               |
| C                | Marco Bortoli     | Messina              | fine prestito                               |
| C                | Cristian Daminuță | Viitorul Costanza    | fine prestito                               |
| C                | Attila Filkor     | Avellino             | fine prestito                               |
| C                | Marco Fossati     | Perugia              | fine prestito                               |
| C                | Edmund Hottor     | Venezia              | fine prestito                               |
| C                | Alessio Innocenti | Gorica               | fine prestito                               |
| C                | Juan Mauri        | Tiro Federal         | definitivo                                  |
| C                | Pelé              | Belenenses           | fine prestito                               |
| C                | Matteo Pessina    | Monza                | definitivo (0,02 milioni €)                 |
| C                | Marco Pinato      | Lanciano             | fine prestito                               |
| A                | Matteo Chinellato | Südtirol-Alto Adige  | risoluzione prestito                        |
| A                | Gianmario Comi    | Avellino             | fine prestito                               |
| A                | Alessandro Matri  | Juventus             | fine prestito                               |
| A                | Nnamdi Oduamadi   | Latina Şanlıurfaspor | fine prestito risoluzione prestito          |
| A                | Andrea Petagna    | Vicenza              | fine prestito                               |
| A                | Robinho           | Santos               | fine prestito                               |
| A                | Simone Verdi      | Torino               | riscatto compartecipazione (0,45 milioni €) |

| Cessioni         | Cessioni                | Cessioni        | Cessioni                                                                  |
| R.               | Nome                    | a               | Modalità                                                                  |
| ---------------- | ----------------------- | --------------- | ------------------------------------------------------------------------- |
| P                | Michael Agazzi          | Middlesbrough   | prestito con diritto di riscatto                                          |
| D                | Michelangelo Albertazzi | Verona          | definitivo (0 €)                                                          |
| D                | Salvatore Bocchetti     | Spartak Mosca   | fine prestito                                                             |
| D                | Daniele Bonera          |                 | fine contratto                                                            |
| D                | Gabriel Paletta         | Atalanta        | prestito (0 €)                                                            |
| D                | Adil Rami               | Siviglia        | definitivo (3,5 milioni €)                                                |
| D                | Cristian Zaccardo       | Carpi           | definitivo (0 €)                                                          |
| C                | Michael Essien          |                 | fine contratto                                                            |
| C                | Sulley Muntari          |                 | rescissione contratto                                                     |
| C                | Marco van Ginkel        | Chelsea         | fine prestito                                                             |
| A                | Mattia Destro           | Roma            | fine prestito                                                             |
| A                | Stephan El Shaarawy     | Monaco          | prestito (3 milioni €) con diritto/obbligo di riscatto (13 milioni €)     |
| A                | Hachim Mastour          | Malaga          | prestito biennale con diritto di riscatto (5 milioni €) e contro-riscatto |
| A                | Giampaolo Pazzini       |                 | fine contratto                                                            |
| Altre operazioni |                         |                 |                                                                           |
| R.               | Nome                    | a               | Modalità                                                                  |
| P                | Gabriel                 | Napoli          | prestito                                                                  |
| P                | Davide Narduzzo         |                 | fine contratto                                                            |
| P                | Edoardo Pazzagli        |                 | fine contratto                                                            |
| D                | Marcus Diniz            | Padova          | definitivo (0 €)                                                          |
| D                | Johad Ferretti          |                 | fine contratto                                                            |
| D                | Krisztián Tamás         | Spezia          | definitivo                                                                |
| D                | Jherson Vergara         | Livorno         | prestito con diritto di riscatto                                          |
| D                | Dídac Vilà              |                 | fine contratto                                                            |
| C                | Favour Aniekan          | Krka            | rinnovo prestito                                                          |
| C                | Žan Benedičič           | Como            | definitivo                                                                |
| C                | Valter Birsa            | Chievo          | riscatto cartellino (1,5 milioni €)                                       |
| C                | Cristian Daminuță       |                 | fine contratto                                                            |
| C                | Attila Filkor           |                 | fine contratto                                                            |
| C                | Marco Fossati           |                 | fine contratto                                                            |
| C                | Edmund Hottor           |                 | rescissione contratto                                                     |
| C                | Alessio Innocenti       | Melfi           | definitivo                                                                |
| C                | Alessandro Mastalli     | Lugano          | prestito                                                                  |
| C                | Juan Mauri              | Akragas         | prestito                                                                  |
| C                | Pelé                    |                 | fine contratto                                                            |
| C                | Matteo Pessina          | Lecce           | prestito                                                                  |
| C                | Marco Pinato            | Vicenza         | definitivo                                                                |
| C                | Riccardo Saponara       | Empoli          | riscatto cartellino (4 milioni €)                                         |
| A                | Giacomo Beretta         | Pro Vercelli    | rinnovo prestito                                                          |
| A                | Matteo Chinellato       | Cuneo           | prestito                                                                  |
| A                | Gianmario Comi          | Livorno         | prestito con diritto di riscatto                                          |
| A                | Davide Di Molfetta      | Benevento       | prestito                                                                  |
| A                | Ezekiel Henty           | Olimpia Lubiana | riscatto cartellino (0,15 milioni €)                                      |
| A                | Alessandro Matri        | Lazio           | prestito                                                                  |
| A                | Nnamdi Oduamadi         | Şanlıurfaspor   | prestito                                                                  |
| A                | Andrea Petagna          | Ascoli          | prestito con diritto di riscatto e contro-riscatto                        |
| A                | Robinho                 |                 | rescissione contratto                                                     |
| A                | Simone Verdi            | Eibar           | prestito                                                                  |
| A                | Gianmarco Zigoni        | SPAL            | rinnovo prestito                                                          |

### Sessione invernale(dal 4/1 al 1/2)
| Acquisti         | Acquisti             | Acquisti  | Acquisti             |
| R.               | Nome                 | da        | Modalità             |
| ---------------- | -------------------- | --------- | -------------------- |
| C                | Kevin-Prince Boateng |           | svincolato           |
| Altre operazioni |                      |           |                      |
| R.               | Nome                 | da        | Modalità             |
| C                | Alessandro Mastalli  | Lugano    | risoluzione prestito |
| C                | Matteo Pessina       | Lecce     | risoluzione prestito |
| A                | Davide Di Molfetta   | Benevento | risoluzione prestito |
| A                | Stephan El Shaarawy  | Monaco    | risoluzione prestito |
| A                | Simone Verdi         | Eibar     | risoluzione prestito |

| Cessioni         | Cessioni            | Cessioni | Cessioni                                                        |
| R.               | Nome                | a        | Modalità                                                        |
| ---------------- | ------------------- | -------- | --------------------------------------------------------------- |
| C                | Nigel de Jong       |          | rescissione contratto                                           |
| C                | Suso                | Genoa    | prestito                                                        |
| A                | Alessio Cerci       | Genoa    | prestito                                                        |
| Altre operazioni |                     |          |                                                                 |
| R.               | Nome                | a        | Modalità                                                        |
| C                | Matteo Pessina      | Catania  | prestito                                                        |
| A                | Davide Di Molfetta  | Rimini   | prestito                                                        |
| A                | Stephan El Shaarawy | Roma     | prestito (1,4 milioni €) con diritto di riscatto (13 milioni €) |
| A                | Andrea Petagna      | Atalanta | definitivo (1 milione €)                                        |
| A                | Simone Verdi        | Carpi    | prestito con diritto di riscatto                                |

### Operazioni successive alla sessione invernale
| Acquisti | Acquisti | Acquisti | Acquisti |
| R.       | Nome     | da       | Modalità |
| -------- | -------- | -------- | -------- |

| Cessioni | Cessioni         | Cessioni | Cessioni              |
| R.       | Nome             | a        | Modalità              |
| -------- | ---------------- | -------- | --------------------- |
| C        | Antonio Nocerino |          | rescissione contratto |
| A        | Nnamdi Oduamadi  | HJK      | prestito              |

## Risultati

### Serie A

#### Girone di andata
| Arbitro: | Valeri (Roma) |

|                              |           |  |
| Alonso 38’ Iličič 56’ (rig.) | Marcatori |  |

| Arbitro: | Giacomelli (Trieste) |

|                            |           |              |
| Bacca 16’ Luiz Adriano 69’ | Marcatori | 20’ Saponara |

| Arbitro: | Rocchi (Firenze) |

|            |           |  |
| Guarín 58’ | Marcatori |  |

| Arbitro: | Russo (Nola) |

|                                |           |                    |
| Bacca 21’, 75’ Bonaventura 40’ | Marcatori | 32’, 72’ Hiljemark |

| Arbitro: | Doveri (Roma) |

|                        |           |                                              |
| Badu 51’ D. Zapata 58’ | Marcatori | 5’ Balotelli 11’ Bonaventura 45+1’ C. Zapata |

| Arbitro: | Tagliavento (Terni) |

|              |           |  |
| Džemaili 10’ | Marcatori |  |

| Arbitro: | Rizzoli (Bologna) |

|  |           |                                              |
|  | Marcatori | 13’ Allan 48’, 68’ L. Insigne 77’ (aut.) Ely |

| Arbitro: | Gervasoni (Mantova) |

|             |           |           |
| Baselli 73’ | Marcatori | 63’ Bacca |

| Arbitro: | Rocchi (Firenze) |

|                                   |           |             |
| Bacca 31’ (rig.) Luiz Adriano 86’ | Marcatori | 53’ Berardi |

| Arbitro: | Calvarese (Teramo) |

|               |           |  |
| Antonelli 53’ | Marcatori |  |

| Arbitro: | Damato (Barletta) |

|            |           |                                    |
| Kishna 85’ | Marcatori | 25’ Bertolacci 53’ Mexès 79’ Bacca |

| Milano 7 novembre 2015, ore 20:45 CET 12ª giornata | Milan                | 0 – 0 referto | Atalanta | Stadio Giuseppe Meazza (33 192 spett.)\| Arbitro: \| Giacomelli (Trieste) \| |
| Arbitro:                                           | Giacomelli (Trieste) |               |          |                                                                              |

| Arbitro: | Mazzoleni (Bergamo) |

|            |           |  |
| Dybala 65’ | Marcatori |  |

| Arbitro: | Doveri (Roma) |

|                                                        |           |                 |
| Bonaventura 16’ Niang 38’ (rig.), 49’ Luiz Adriano 79’ | Marcatori | 87’ (rig.) Éder |

| Modena 6 dicembre 2015, ore 20:45 CET 15ª giornata | Carpi            | 0 – 0 referto | Milan | Stadio Alberto Braglia (12 150 spett.)\| Arbitro: \| Irrati (Pistoia) \| |
| Arbitro:                                           | Irrati (Pistoia) |               |       |                                                                          |

| Arbitro: | Valeri (Roma) |

|           |           |                 |
| Bacca 52’ | Marcatori | 57’ (rig.) Toni |

| Arbitro: | Banti (Livorno) |

|                            |           |                                                |
| D. Ciofani 19’ Dionisi 84’ | Marcatori | 50’ Abate 55’ Bacca 77’ Alex 90+3’ Bonaventura |

| Arbitro: | Massa (Imperia) |

|  |           |                 |
|  | Marcatori | 82’ Giaccherini |

| Arbitro: | Orsato (Schio) |

|            |           |           |
| Rüdiger 4’ | Marcatori | 50’ Kucka |

#### Girone di ritorno
| Arbitro: | Doveri (Roma) |

|                      |           |  |
| Bacca 4’ Boateng 88’ | Marcatori |  |

| Arbitro: | Russo (Nola) |

|                             |           |                          |
| Zieliński 32’ Maccarone 61’ | Marcatori | 8’ Bacca 48’ Bonaventura |

| Arbitro: | Damato (Barletta) |

|                              |           |  |
| Alex 35’ Bacca 73’ Niang 77’ | Marcatori |  |

| Arbitro: | Mazzoleni (Bergamo) |

|  |           |                            |
|  | Marcatori | 19’ Bacca 33’ (rig.) Niang |

| Arbitro: | Irrati (Pistoia) |

|           |           |            |
| Niang 48’ | Marcatori | 17’ Armero |

| Arbitro: | Calvarese (Teramo) |

|                    |           |             |
| Bacca 5’ Honda 64’ | Marcatori | 90+2’ Cerci |

| Arbitro: | Banti (Livorno) |

|                |           |                 |
| L. Insigne 39’ | Marcatori | 44’ Bonaventura |

| Arbitro: | Celi (Bari) |

|                  |           |  |
| L. Antonelli 45’ | Marcatori |  |

| Arbitro: | Giacomelli (Trieste) |

|                           |           |  |
| Duncan 27’ N. Sansone 72’ | Marcatori |  |

| Verona 13 marzo 2016, ore 12:30 CET 29ª giornata | Chievo            | 0 – 0 referto | Milan | Stadio Marcantonio Bentegodi (15 000 spett.)\| Arbitro: \| Damato (Barletta) \| |
| Arbitro:                                         | Damato (Barletta) |               |       |                                                                                 |

| Arbitro: | Tagliavento (Terni) |

|           |           |           |
| Bacca 15’ | Marcatori | 9’ Parolo |

| Arbitro: | Rocchi (Firenze) |

|                       |           |                        |
| Pinilla 44’ Gómez 62’ | Marcatori | 5’ (rig.) Luiz Adriano |

| Arbitro: | Orsato (Schio) |

|          |           |                         |
| Alex 18’ | Marcatori | 27’ Mandžukić 65’ Pogba |

| Arbitro: | Valeri (Roma) |

|  |           |           |
|  | Marcatori | 71’ Bacca |

| Milano 21 aprile 2016, ore 20:45 CEST 34ª giornata | Milan                    | 0 – 0 referto | Carpi | Stadio Giuseppe Meazza (28 801 spett.)\| Arbitro: \| Guida (Torre Annunziata) \| |
| Arbitro:                                           | Guida (Torre Annunziata) |               |       |                                                                                  |

| Arbitro: | Di Bello (Brindisi) |

|                                    |           |           |
| Pazzini 72’ (rig.) Siligardi 90+5’ | Marcatori | 21’ Ménez |

| Arbitro: | Massa (Imperia) |

|                                               |           |                                   |
| Bacca 50’ L. Antonelli 74’ Ménez 90+2’ (rig.) | Marcatori | 2’ Paganini 44’ Kragl 55’ Dionisi |

| Arbitro: | Doveri (Roma) |

|  |           |                  |
|  | Marcatori | 40’ (rig.) Bacca |

| Arbitro: | Rizzoli (Bologna) |

|           |           |                                       |
| Bacca 87’ | Marcatori | 19’ Salah 59’ El Shaarawy 82’ Emerson |

### Coppa Italia

#### Turni preliminari
| Arbitro: | Irrati (Pistoia) |

|                            |           |  |
| Honda 10’ Luiz Adriano 28’ | Marcatori |  |

| Arbitro: | Fabbri (Ravenna) |

|                                                |           |             |
| Luiz Adriano 47’ Bonaventura 105+1’ Niang 115’ | Marcatori | 68’ Budimir |

#### Fase finale
| Arbitro: | Celi (Bari) |

|  |           |                       |
|  | Marcatori | 50’ Niang 90+3’ Bacca |

| Arbitro: | Calvarese (Teramo) |

|                     |           |             |
| Bacca 14’ Niang 29’ | Marcatori | 50’ Mancosu |

| Arbitro: | Irrati (Pistoia) |

|  |           |                      |
|  | Marcatori | 43’ (rig.) Balotelli |

| Arbitro: | Guida (Torre Annunziata) |

|                                                              |           |  |
| Ménez 20’, 39’ Romagnoli 24’ Sabato 80’ (aut.) Balotelli 89’ | Marcatori |  |

| Arbitro: | Rocchi (Firenze) |

|  |           |             |
|  | Marcatori | 110’ Morata |

## Statistiche

### Statistiche di squadra
| Competizione | Punti  | In casa | In casa | In casa | In casa | In casa | In casa | In trasferta | In trasferta | In trasferta | In trasferta | In trasferta | In trasferta | Totale | Totale | Totale | Totale | Totale | Totale | DR  |
| Competizione | Punti  | G       | V       | N       | P       | Gf      | Gs      | G            | V            | N            | P            | Gf           | Gs           | G      | V      | N      | P      | Gf     | Gs     | DR  |
| ------------ | ------ | ------- | ------- | ------- | ------- | ------- | ------- | ------------ | ------------ | ------------ | ------------ | ------------ | ------------ | ------ | ------ | ------ | ------ | ------ | ------ | --- |
| Serie A      | 57     | 19      | 9       | 6       | 4       | 28      | 22      | 19           | 6            | 6            | 7            | 21           | 22           | 38     | 15     | 12     | 11     | 49     | 43     | +6  |
| Coppa Italia | finale | 4       | 4       | 0       | 0       | 12      | 2       | 2            | 2            | 0            | 0            | 3            | 0            | 7      | 6      | 0      | 1      | 15     | 3      | +12 |
| Totale       | -      | 24      | 13      | 6       | 5       | 40      | 25      | 21           | 8            | 6            | 7            | 24           | 21           | 45     | 21     | 12     | 12     | 64     | 46     | +18 |

### Andamento in campionato
| Giornata  | 1  | 2  | 3  | 4 | 5 | 6  | 7  | 8  | 9  | 10 | 11 | 12 | 13 | 14 | 15 | 16 | 17 | 18 | 19 | 20 | 21 | 22 | 23 | 24 | 25 | 26 | 27 | 28 | 29 | 30 | 31 | 32 | 33 | 34 | 35 | 36 | 37 | 38 |
| --------- | -- | -- | -- | - | - | -- | -- | -- | -- | -- | -- | -- | -- | -- | -- | -- | -- | -- | -- | -- | -- | -- | -- | -- | -- | -- | -- | -- | -- | -- | -- | -- | -- | -- | -- | -- | -- | -- |
| Luogo     | T  | C  | T  | C | T | T  | C  | T  | C  | C  | T  | C  | T  | C  | T  | C  | T  | C  | T  | C  | T  | C  | T  | C  | C  | T  | C  | T  | T  | C  | T  | C  | T  | C  | T  | C  | T  | C  |
| Risultato | P  | V  | P  | V | V | P  | P  | N  | V  | V  | V  | N  | P  | V  | N  | N  | V  | P  | N  | V  | N  | V  | V  | N  | V  | N  | V  | P  | N  | N  | P  | P  | V  | N  | P  | N  | V  | P  |
| Posizione | 19 | 12 | 12 | 9 | 7 | 10 | 11 | 13 | 10 | 8  | 6  | 6  | 7  | 7  | 8  | 7  | 6  | 7  | 8  | 6  | 6  | 6  | 6  | 6  | 6  | 6  | 6  | 6  | 6  | 6  | 6  | 6  | 6  | 6  | 6  | 7  | 7  | 7  |

Fonte:  Serie A – Classifiche, su sport.sky.it, Sky Sport. URL consultato il 18 agosto 2015 (archiviato dall'url originale il 26 agosto 2015).
Legenda:

Luogo: C = Casa; T = Trasferta. Risultato: V = Vittoria; N = Pareggio; P = Sconfitta.

### Statistiche dei giocatori
Sono in corsivo i calciatori che hanno lasciato la società a stagione in corso.
| Giocatore      | Serie A  | Serie A | Serie A     | Serie A    | Coppa Italia | Coppa Italia | Coppa Italia | Coppa Italia | Totale   | Totale | Totale      | Totale     |
| Giocatore      | Presenze | Reti    | Ammonizioni | Espulsioni | Presenze     | Reti         | Ammonizioni  | Espulsioni   | Presenze | Reti   | Ammonizioni | Espulsioni |
| -------------- | -------- | ------- | ----------- | ---------- | ------------ | ------------ | ------------ | ------------ | -------- | ------ | ----------- | ---------- |
| I. Abate       | 27       | 1       | 6           | 0          | 1            | 0            | 1            | 0            | 28       | 1      | 7           | 0          |
| C. Abbiati     | 1        | -0      | 0           | 0          | 5            | -2           | 0            | 0            | 6        | -2     | 0           | 0          |
| L. Adriano     | 26       | 4       | 4           | 0          | 3            | 2            | 1            | 0            | 29       | 6      | 5           | 0          |
| Alex           | 25       | 3       | 5           | 0          | 0            | 0            | 0            | 0            | 25       | 3      | 5           | 0          |
| L. Antonelli   | 28       | 3       | 2           | 0          | 4            | 0            | 1            | 0            | 32       | 3      | 3           | 0          |
| C. Bacca       | 38       | 18      | 3           | 0          | 5            | 2            | 1            | 0            | 43       | 20     | 4           | 0          |
| M. Balotelli   | 20       | 1       | 6           | 0          | 3            | 2            | 0            | 0            | 23       | 3      | 6           | 0          |
| A. Bertolacci  | 27       | 1       | 6           | 0          | 3            | 0            | 1            | 0            | 30       | 1      | 7           | 0          |
| K. Boateng     | 11       | 1       | 1           | 0          | 3            | 0            | 1            | 0            | 14       | 1      | 2           | 0          |
| G. Bonaventura | 33       | 6       | 8           | 0          | 6            | 1            | 0            | 0            | 39       | 7      | 8           | 0          |
| D. Calabria    | 6        | 0       | 4           | 0          | 2            | 0            | 0            | 0            | 8        | 0      | 4           | 0          |
| A. Cerci       | 13       | 0       | 0           | 0          | 2            | 0            | 0            | 0            | 15       | 0      | 0           | 0          |
| N. de Jong     | 5        | 0       | 0           | 1          | 1            | 0            | 0            | 0            | 6        | 0      | 0           | 1          |
| M. De Sciglio  | 22       | 0       | 3           | 0          | 7            | 0            | 1            | 0            | 29       | 0      | 4           | 0          |
| G. Donnarumma  | 30       | -29     | 2           | 0          | 1            | -1           | 0            | 0            | 31       | -30    | 2           | 0          |
| R. Ely         | 3        | 0       | 1           | 1          | 1            | 0            | 0            | 0            | 4        | 0      | 1           | 1          |
| K. Honda       | 30       | 1       | 2           | 0          | 7            | 1            | 1            | 0            | 37       | 2      | 3           | 0          |
| J. Kucka       | 29       | 1       | 11          | 0          | 5            | 0            | 0            | 0            | 34       | 1      | 11          | 0          |
| M. Locatelli   | 2        | 0       | 1           | 0          | 0            | 0            | 0            | 0            | 2        | 0      | 1           | 0          |
| D. López       | 8        | -14     | 1           | 0          | 1            | -0           | 0            | 0            | 9        | -14    | 1           | 0          |
| A. Matri       | 0        | 0       | 0           | 0          | 0            | 0            | 0            | 0            | 0        | 0      | 0           | 0          |
| J. Mauri       | 5        | 0       | 2           | 0          | 5            | 0            | 2            | 0            | 10       | 0      | 4           | 0          |
| J. Ménez       | 10       | 2       | 1           | 0          | 2            | 2            | 0            | 0            | 12       | 4      | 1           | 0          |
| P. Mexès       | 5        | 1       | 4           | 0          | 2            | 0            | 1            | 0            | 7        | 1      | 5           | 0          |
| R. Montolivo   | 31       | 0       | 5           | 0          | 4            | 0            | 1            | 0            | 35       | 0      | 6           | 0          |
| M. Niang       | 16       | 5       | 1           | 0          | 5            | 3            | 2            | 0            | 21       | 8      | 3           | 0          |
| A. Nocerino    | 2        | 0       | 0           | 0          | 1            | 0            | 0            | 0            | 3        | 0      | 0           | 0          |
| G. Paletta     | 0        | 0       | 0           | 0          | 0            | 0            | 0            | 0            | 0        | 0      | 0           | 0          |
| A. Poli        | 18       | 0       | 1           | 0          | 6            | 0            | 1            | 0            | 24       | 0      | 2           | 0          |
| A. Romagnoli   | 34       | 0       | 8           | 1          | 6            | 1            | 0            | 0            | 40       | 1      | 8           | 1          |
| S. Simić       | 0        | 0       | 0           | 0          | 0            | 0            | 0            | 0            | 0        | 0      | 0           | 0          |
| Suso           | 1        | 0       | 0           | 0          | 1            | 0            | 0            | 0            | 2        | 0      | 0           | 0          |
| C. Zaccardo    | 0        | 0       | 0           | 0          | 0            | 0            | 0            | 0            | 0        | 0      | 0           | 0          |
| C. Zapata      | 16       | 1       | 3           | 0          | 5            | 0            | 1            | 0            | 21       | 1      | 4           | 0          |

## Giovanili

### Organigramma
- Responsabile tecnico: Filippo Galli[18]
- Responsabile coordinamento operativo: Antonella Costa[18]
- Coordinatore area tecnico-metodologica: Edgardo Zanoli; collaboratori: Angelo Carbone, Walter De Vecchi, Nicola Matteucci[97]
- Responsabile area video: Andrea Maldera; staff: Damiano Batisti, Davide Farina, Bruno Loureiro, Marco Sangermani[98]
- Coordinatore area atletica: Domenico Gualtieri; collaboratori: Dino Tenderini, Piero Congedo; staff: Maurizio Buriani, Andrea Caronti, Erminio Licini, Pietro Lietti[99]

Area organizzativa, tecnica e sanitaria – Primavera
- Dirigenti accompagnatori: Andrea Brambilla, Massimo Caboni, Giorgio Gaglio
- Tutor: Andrea Pecciarini
- Allenatore: Cristian Brocchi (fino al 12/04/2016), poi Stefano Nava
- Vice allenatori: Alessandro Lazzarini (fino al 12/04/2016), poi Simone Baldo
- Allenatore dei portieri: Giorgio Bianchi
- Preparatore atletico: Dino Tenderini
- Medici: Alberto Calicchio, Marco Ferrario, Marco Freschi
- Fisioterapisti: Daniele Falsanisi, Andrea Marotta

Area organizzativa, tecnica e sanitaria – Allievi Nazionali U17
- Dirigenti accompagnatori: Flavio Lombardi, Giuseppe Viganò
- Tutor: Antonello Bolis
- Allenatore: Riccardo Monguzzi
- Vice allenatore: Emanuele Pischetola
- Allenatore dei portieri: Beniamino Abate
- Preparatore atletico: Andrea Caronti
- Medico: Cristiano Fusi
- Fisioterapista: Roberto Guzzo

Area organizzativa, tecnica e sanitaria – Allievi Lega Pro U17
- Dirigenti accompagnatori: Domenico Basanisi, Vincenzo Romito, Mauro Zardi
- Tutor: Antonello Bolis
- Allenatore: Cristian Brocchi (fino al 12/04/2016), Stefano Nava
- Vice allenatore: Lodovico Costacurta
- Allenatore dei portieri: Valerio Fiori
- Preparatore atletico: Pietro Lietti
- Medico: Marco Ferrario
- Fisioterapista: Paolo Cerati

Area organizzativa, tecnica e sanitaria – Giovanissimi Nazionali U15
- Dirigenti accompagnatori: Dario Cominelli, Cesare La Penna
- Tutor: Marta Corbetta
- Allenatore: Omar Danesi
- Vice allenatore: Riccardo Galbiati
- Allenatore dei portieri: Davide Pinato
- Medico: Vincenzo Matteo De Nigris
- Fisioterapista: Roberto Boerci

Area organizzativa, tecnica e sanitaria – Giovanissimi Regionali
- Dirigenti accompagnatori: Vincenzo Ricupero, Savino Toto
- Tutor: Silvia Pasolini
- Allenatore: Alessandro Lupi
- Vice allenatore: Nicola Matteucci
- Allenatore dei portieri: Luigi Ragno
- Preparatore atletico: Maurizio Buriani
- Medico: Giovanni Ravasio
- Fisioterapista: Sebastiano Genovese

Area organizzativa, tecnica e sanitaria – Giovanissimi Regionali B
- Dirigenti accompagnatori: Salvatore Baracca, Salvatore Oliverio
- Tutor: Silvia Pasolini
- Allenatore: Giuseppe Misso
- Vice allenatore: Marco Merlo
- Allenatore dei portieri: Luigi Romano
- Preparatore atletico: Erminio Licini
- Fisioterapista: Davide Cornalba

Area organizzativa, tecnica e sanitaria – Esordienti
- Dirigenti accompagnatori: Franco Gravina, Stefano Malacrida
- Tutor: Fabio Grassi
- Allenatore: Roberto Bertuzzo
- Vice allenatore: Giuseppe Vuono
- Allenatore dei portieri: Luigi Romano
- Fisioterapista: Massimo Marchesini

Area organizzativa, tecnica e sanitaria – Esordienti B1
- Dirigenti accompagnatori: Ivano Dossena, Franco Fornasier
- Tutor: Fabio Grassi
- Allenatore: Marino Magrin
- Allenatore dei portieri: Francesco Navazzotti
- Fisioterapisti: Roberto Boerci, Massimiliano Nazzani

Area organizzativa, tecnica e sanitaria – Esordienti B2
- Dirigenti accompagnatori: Daniele Rocca, Giancarlo Casagrande
- Tutor: Fabio Grassi
- Allenatore: Luca Morin
- Vice allenatore: Walter Biffi
- Allenatore dei portieri: Francesco Navazzotti
- Fisioterapisti: Roberto Boerci, Massimiliano Nazzani

Area organizzativa, tecnica e sanitaria – Pulcini A
- Dirigenti accompagnatori: Mario Canzi, Alessio Vavassori
- Tutor: Fabio Grassi
- Allenatori: Marino Frigerio
- Allenatore dei portieri: Francesco Navazzotti
- Fisioterapista: Nicole Mantovanelli

Area organizzativa, tecnica e sanitaria – Pulcini B
- Dirigenti accompagnatori: Luciano Grilli, Mario Miranda
- Tutor: Fabio Grassi
- Allenatori: Andrea Biffi, Massimiliano Sorgato
- Vice allenatore: Giancarlo Volontieri
- Allenatore dei portieri: Francesco Navazzotti
- Fisioterapista: Andrea Giannini

Area tecnica – Piccoli Amici
- Allenatore: Massimiliano Sorgato
- Allenatore dei portieri: Francesco Navazzotti